# K. Ruben Gabriel
Kuno Ruben Gabriel (1929–2003) fue un estadístico conocido por inventar el diagrama Biplot y el Grafo de Gabriel, y por su trabajo en meteorología estadística, especialmente en experimentos en lluvia artificial.
Nació en 1929 en Alemania, en el seno de una familia judía que pronto emigró a Francia y posteriormente a Israel, donde creció en el kibutz Givat Hashlosha. Estudió en el London School of Economics y la Universidad Hebrea de Jerusalén, donde consiguió una plaza de profesor impartiendo clases hasta 1975. Ese año se trasladó a la Universidad de Rochester, donde permaneció hasta su retiro en 1997. Falleció el 25 de mayo de 2003 a causa de un cáncer de páncreas.
Fue miembro de la American Statistical Association y del Institute of Mathematical Statistics, y miembro electo del International Statistical Institute.